# Jim Platt
James Archibald Platt, detto Jim (Ballymoney, 26 gennaio 1952), è un allenatore di calcio ed ex calciatore nordirlandese, di ruolo portiere.

## Palmarès

### Giocatore

#### Competizioni nazionali
- Second Division: 1

Middlesbrough: 1973-1974
- Irish Cup: 1

Ballymena Utd: 1983-1984
- Ulster Cup: 1

Coleraine: 1985-1986

### Allenatore

#### Competizioni nazionali
- Irish Football League Cup: 1

Coleraine: 1987-1988